# Oleg Ryżenkow
Oleg Władimirowicz Ryżenkow (ros.: Олег Владимирович Рыженков; biał.: Алег Уладзіміравіч Рыжэнкаў, Aleh Uładzimirawicz Ryżenkau; ur. 15 grudnia 1967 w Najstenjarwi) – białoruski biathlonista; wielokrotny medalista mistrzostw świata.

## Kariera
Ryżenkow zaczął trenować biathlon w 1985 roku. Kilka lat później dołączył do kadry narodowej. W Pucharze Świata zadebiutował 17 grudnia 1992 roku w Pokljuce, kiedy zajął 20. miejsce w biegu indywidualnym. Tym samym już w debiucie zdobył pierwsze punkty. Na podium zawodów tego cyklu pierwszy raz stanął dwa dni później, kończąc rywalizację w sprincie na trzeciej pozycji. W zawodach tych wyprzedzili go jedynie Niemiec Mark Kirchner i Jon Åge Tyldum z Norwegii. W kolejnych startach jeszcze 12 razy stawał na podium, odnosząc przy tym trzy zwycięstwa: 28 stycznia 1995 roku w Ruhpolding i 11 marca 1995 roku w Lahti wygrywał sprinty, a 13 grudnia 1998 roku w Hochfilzen triumfował w biegu indywidualnym. Najlepsze wyniki osiągnął w sezonie 1994/1995, kiedy zajął piąte miejsce w klasyfikacji generalnej, a w klasyfikacji sprintu był drugi. Zajął również trzecie miejsce w klasyfikacji biegu indywidualnego w sezonie 1998/1999.
Pierwszy medal zdobył na mistrzostwach świata w Anterselvie w 1995 roku, zajmując trzecie miejsce w biegu indywidualnym. Wyprzedzili go tylko Polak Tomasz Sikora i Jon Åge Tyldum. Trzy dni później trzecie miejsce zajął też w sztafecie. Na rozgrywanych rok później mistrzostwach świata w Ruhpolding wspólnie z Wadimem Saszurinem, Aleksandrem Popowem i Piotrem Iwaszką zwyciężył w biegu drużynowym. Był to pierwszy w historii złoty medal dla Białorusi w tej konkurencji. Na tej samej imprezie Białorusini zajęli także trzecie miejsce w sztafecie.
Kolejne trzy medale wywalczył podczas mistrzostw świata w Osrblie w 1997 roku. Najpierw był trzeci w sprincie, plasując się za dwoma Włochami: Wilfriedem Pallhuberem i René Cattarinussim. Następnie reprezentacja Białorusi w składzie: Ryżenkow, Iwaszka, Popow i Saszurin ponownie zwyciężyła w biegu drużynowym. Ponadto Ryżenkow zajął drugie miejsce w biegu indywidualnym, rozdzielając na podium Niemca Ricco Großa i Austriaka Ludwiga Gredlera. Na rozgrywanych dwa lata później mistrzostwach świata w Kontiolahti/Oslo razem z Iwaszką, Saszurinem i Ołeksijem Ajdarowem zwyciężył w sztafecie, zdobywając pierwszy złoty medal dla Białorusi w tej konkurencji. W sztafecie zdobył jeszcze srebrny medal podczas mistrzostw świata w Pokljuce w 2001 roku i brązowy podczas mistrzostw świata w Chanty-Mansyjsku dwa lata później. Był też między innymi czwarty w biegu masowym na mistrzostwach świata w Oslo w 2002 roku, przegrywając walkę o medal z Norwegiem Frode Andresenem o 7,4 sekundy.
W 1994 roku wystartował na igrzyskach olimpijskich w Lillehammer, gdzie zajął 17. miejsce w sprincie i czwarte w sztafecie. Na rozgrywanych cztery lata później igrzyskach w Nagano był między innymi dziewiąty w biegu indywidualnym i ponownie czwarty w sztafecie. Podczas igrzysk w Salt Lake City w 2002 roku w konkurencjach indywidualnych plasował się poza czołową dziesiątką, a w sztafecie zajął ósme miejsce. Brał też udział w igrzyskach w Turynie w 2006 roku, gdzie zajął 28. miejsce w sprincie, 27. miejsce w biegu pościgowym oraz 11. w sztafecie.
Kilkukrotnie zdobywał też medale mistrzostw Europy w tym złote w sztafecie na mistrzostwach Europy w Grand-Bornand (1995) i mistrzostwach Europy w Langdorf (2006).
Jego żona, Natalja Ryżenkowa, także była biathlonistką.

## Osiągnięcia

### Igrzyska olimpijskie
| Rok  | Miejscowość    | Konkurencje | Konkurencje | Konkurencje | Konkurencje | Konkurencje | Konkurencje | Konkurencje |
| Rok  | Miejscowość    | IN          | SP          | PU          | MS          | RL          | MR          | SR          |
| ---- | -------------- | ----------- | ----------- | ----------- | ----------- | ----------- | ----------- | ----------- |
| 1994 | Lillehammer    | –           | 17.         | nd.         | nd.         | 4.          | nd.         | –           |
| 1998 | Nagano         | 9.          | 27.         | nd.         | nd.         | 4.          | nd.         | –           |
| 2002 | Salt Lake City | 31.         | 11.         | 21.         | nd.         | 8.          | nd.         | –           |
| 2006 | Turyn          | –           | 28.         | 27.         | –           | 11.         | nd.         | –           |

### Mistrzostwa świata
| Rok  | Miejscowość         | Konkurencje | Konkurencje | Konkurencje | Konkurencje | Konkurencje | Konkurencje | Konkurencje |
| Rok  | Miejscowość         | IN          | SP          | PU          | MS          | RL          | MR          | SR          |
| ---- | ------------------- | ----------- | ----------- | ----------- | ----------- | ----------- | ----------- | ----------- |
| 1993 | Borowec             | –           | 24.         | nd.         | nd.         | –           | nd.         | –           |
| 1995 | Anterselva          | 3.          | 21.         | nd.         | nd.         | 3.          | nd.         | –           |
| 1996 | Ruhpolding          | 50.         | 38.         | nd.         | nd.         | 3.          | nd.         | –           |
| 1997 | Osrblie             | 2.          | 3.          | 6.          | nd.         | 4.          | nd.         | –           |
| 1998 | Pokljuka/Hochfilzen | nd.         | nd.         | 33.         | nd.         | nd.         | nd.         | –           |
| 1999 | Kontiolahti/Oslo    | 11.         | 9.          | 10.         | 23.         | 1.          | nd.         | –           |
| 2000 | Oslo/Lahti          | 17.         | 20.         | 36.         | –           | 4.          | nd.         | –           |
| 2001 | Pokljuka            | 19.         | 26.         | 33.         | 19.         | 2.          | nd.         | –           |
| 2002 | Oslo                | nd.         | nd.         | nd.         | 4.          | nd.         | nd.         | –           |
| 2003 | Chanty-Mansyjsk     | 29.         | 39.         | 14.         | 13.         | 3.          | nd.         | –           |
| 2004 | Oberhof             | 55.         | 21.         | 26.         | 12.         | 4.          | nd.         | –           |
| 2005 | Hochfilzen          | 12.         | 20.         | 20.         | 22.         | 4.          | nd.         | –           |
| 2005 | Chanty-Mansyjsk     | nd.         | nd.         | nd.         | nd.         | nd.         | 11.         | –           |
| 2006 | Pokljuka            | nd.         | nd.         | nd.         | nd.         | nd.         | 24.         | –           |

### Puchar Świata

#### Miejsca w klasyfikacji generalnej
| Sezon     | Miejsce |
| --------- | ------- |
| 1992/1993 | 34.     |
| 1993/1994 | 34.     |
| 1994/1995 | 5.      |
| 1995/1996 | 30.     |
| 1996/1997 | 7.      |
| 1997/1998 | 43.     |
| 1998/1999 | 14.     |
| 1999/2000 | 28.     |
| 2000/2001 | 20.     |
| 2001/2002 | 19.     |
| 2002/2003 | 8.      |
| 2003/2004 | 22.     |
| 2004/2005 | 25.     |
| 2005/2006 | 35.     |

#### Miejsca na podium chronologicznie
| Lp. | Dzień       | Rok  | Miejscowość     | Konkurencja                | Lokata | Pudła   | Czas biegu | Strata  | Zwycięzca            |
| --- | ----------- | ---- | --------------- | -------------------------- | ------ | ------- | ---------- | ------- | -------------------- |
| 1.  | 19 grudnia  | 1992 | Pokljuka        | Sprint na 10 km            | 3.     | 1+0     | 26:32,6    | +25,9   | Mark Kirchner        |
| 2.  | 15 stycznia | 1994 | Ruhpolding      | Sprint na 10 km            | 3.     | 0+1     | 28:05,1    | +19,9   | Patrick Favre        |
| 3.  | 16 grudnia  | 1994 | Bad Gastein     | Sprint na 10 km            | 2.     | 0+1     | 29:41,5    | +1,5    | Sylfest Glimsdal     |
| 4.  | 28 stycznia | 1995 | Ruhpolding      | Sprint na 10 km            | 1.     | 0+0     | 24:39,0    | –       | –                    |
| 5.  | 16 lutego   | 1995 | Anterselva      | Bieg indywidualny na 20 km | 3.     | 1+0+0+1 | 1:01:36,0  | +40,4   | Tomasz Sikora        |
| 6.  | 11 marca    | 1995 | Lahti           | Sprint na 10 km            | 1.     | 0+1     | 37:25,1    | –       | –                    |
| 7.  | 1 lutego    | 1997 | Borowec         | Sprint na 10 km            | 3.     | 0+2     | 26:24,4    | +18,3   | Wilfried Pallhuber   |
| 8.  | 7 lutego    | 1997 | Borowec         | Bieg indywidualny na 20 km | 2.     | 1+0+0+1 | 52:04,6    | +35,5   | Ricco Groß           |
| 9.  | 6 marca     | 1997 | Nagano          | Bieg indywidualny na 20 km | 3.     | 0+0+0+0 | 58:21,6    | +2:25,7 | Mark Kirchner        |
| 10. | 13 grudnia  | 1998 | Hochfilzen      | Bieg indywidualny na 20 km | 1.     | 0+0+0+0 | 53:00,9    | –       | –                    |
| 11. | 5 grudnia   | 2002 | Östersund       | Sprint na 10 km            | 3.     | 0+1     | 24:46,3    | +40,0   | Frode Andresen       |
| 12. | 9 lutego    | 2003 | Lahti           | Bieg masowy na 15 km       | 2.     | 1+1+0+0 | 40:42,9    | +2,0    | Ole Einar Bjørndalen |
| 13. | 16 marca    | 2005 | Chanty-Mansyjsk | Sprint na 10 km            | 2.     | 0+0     | 26:53,3    | +21,9   | Sven Fischer         |